# Aristolochia curviflora
Aristolochia curviflora là một loài thực vật có hoa trong họ Aristolochiaceae. Loài này được Malme mô tả khoa học đầu tiên năm 1952.